# 阿纳斯塔西娅·沃伊诺娃
阿纳斯塔西娅·谢尔盖耶芙娜·沃伊诺娃（俄语：Анастасия Сергеевна Войнова，1993年2月5日—）生于图拉州图拉，是一名俄罗斯女子自行车运动员，主攻场地自行车项目。她一开始主要练习滑雪，唯有在夏天时练习自行车，后来她在从师专业自行车教练后，她放弃了滑雪，改为主攻自行车。2011年，她开始和队友达里娅·什梅廖娃搭档参赛。两人曾在2016年里约奥运当中获得女子团体追逐赛的银牌。2020年奥运会获得铜牌。